# Erwin Blasius
Heinrich Victor Wilhelm Erwin Blasius (* 7. Oktober 1870 in Blankenburg; † 4. November 1959 in Bad Gandersheim) war ein deutscher Jurist. Er war von 1914 bis 1933 Kreisdirektor des Landkreises Helmstedt.

## Leben
Erwin Blasius wurde 1870 in Blankenburg als Mitglied der Braunschweiger Gelehrtenfamilie Blasius geboren. Seine Eltern waren der Mediziner Rudolf Blasius und dessen Ehefrau Mally geb. Hausmann. Er legte das Abitur in Braunschweig ab und studierte ab 1888 Rechtswissenschaft in Bonn, München, Berlin und Leipzig. Er absolvierte 1892 das Referendarexamen und wurde 1894 in Leipzig zum Dr. jur. promoviert. Nach Abschluss des Staatsexamens trat er 1896 als Regierungsassessor in die Verwaltung des Herzogtums Braunschweig ein, zunächst in Braunschweig und ab 1900 in Helmstedt. Blasius wurde 1906 zum Regierungsrat beim Polizeipräsidium in Braunschweig ernannt, war von 1912 bis 1913 als Regierungsrat und stellvertretender Kreisdirektor in Blankenburg tätig, bevor er im April 1914 Kreisdirektor in Helmstedt wurde.
In die ersten Monate von Blasius’ Amtszeit fiel der Beginn des Ersten Weltkriegs. Nach Kriegsende wurde am 10. November 1918 die Sozialistische Räterepublik Braunschweig gegründet, deren Arbeiter- und Soldatenräte alleinige Kontrollorgane über die Behörden wurden. Blasius überstand diese Zeit ohne Amtsenthebung. In der Nachkriegszeit hatte Blasius die drängenden sozialen Probleme bei knappen finanziellen Mitteln zu bewältigen. Als Kreisdirektor war er federführend bei der Errichtung verschiedener öffentlicher Gebäude. In Zusammenarbeit mit dem Helmstedter Universitätsbund, dessen Vorsitzender er später wurde, setzte er sich für den Erhalt des Juleums und der ehemaligen Universitätsbibliothek ein. Im Jahr 1928 wurde das Kreisheimatmuseum Helmstedt eröffnet. Mit der reichsweiten Machtübernahme durch die Nationalsozialisten 1933 ging eine Einschränkung von Blasius’ Befugnissen als Kreisdirektor einher. Ab April 1933 lag das Letztentscheidungsrecht in allen wichtigen Fragen bei einem politischen Beauftragten der NSDAP, bei NSDAP-Kreisleiter Herbert Lehmann. Blasius, überzeugter Demokrat und Nichtmitglied der NSDAP, hatte 1933 die Aufgabe, die aus SA- und SS-Mitgliedern bestehende Hilfspolizei zu vereidigen. Im Juli 1933 ermordeten SS-Angehörige in der Nähe von Rieseberg im Landkreis Helmstedt zehn Arbeiter und einen Studenten. Blasius erhielt aus Braunschweig die Anweisung, die Leichen möglichst unauffällig bestatten und die Angehörigen mittels fünfzeiligem Musterschreiben benachrichtigen zu lassen. Um weiteren seelischen Belastungen zu entgehen, beantragte Blasius im August 1933 die vorzeitige Versetzung in den Ruhestand, die ihm zum Oktober des Jahres gewährt wurde. Sein Nachfolger als Kreisdirektor wurde Herbert Lehmann.
Blasius starb 1959 im Alter von 89 Jahren in Bad Gandersheim.

## Kuriosa
Blasius’ taubenblaue Galauniform von 1912/13 ist erhalten und wird im 2003 im Kellergeschoss des Juleums eröffneten Helmstedter Kreis- und Universitätsmuseum gezeigt.

## Schriften (Auswahl)
- Öffentliche und Privatgewässer und die Rechtsverhältnisse am öffentlichen Flusse nach dem Braunschweigischen Gesetze vom 20. Juli 1876. Dissertation 1894.
- Geh. Hofrat Prof. Dr. Wilhelm Blasius †. In: Deutscher Verein zum Schutze der Vogelwelt (Hrsg.): Ornithologische Monatsschrift. 38. Jahrgang, Magdeburg 1913, S. 103–107 (Textarchiv – Internet Archive, Nachruf für seine Onkel, den Ornithologen Wilhelm Blasius).